# Болозеро
Болозеро — пресноводное озеро на территории Суккозерского сельского поселения Муезерского района и Поросозерского сельского поселения Суоярвского района Республики Карелии.

## Общие сведения
Площадь озера — 9,6 км², площадь водосборного бассейна — 79,3 км². Располагается на высоте 190,0 метров над уровнем моря.
Форма озера лопастная, продолговатая: оно более чем на шесть километров вытянуто с северо-запада на юго-восток. Берега изрезанные, каменисто-песчаные, преимущественно возвышенные, местами заболоченные.
Из залива на западной стороне Болозера вытекает река Бола, впадающая в озеро Гимольское, через которое течёт река Суна.
В озере более десяти безымянных островов различной площади, однако их количество может варьироваться в зависимости от уровня воды.
Населённые пункты и автодороги вблизи водоёма отсутствуют.
Код объекта в государственном водном реестре — 01040100211102000017807.